# Irina Petrescu
Irina Petrescu (ur. 19 czerwca 1941 w Bukareszcie, zm. 19 marca 2013 tamże) – rumuńska aktorka filmowa.

## Filmografia
- 1959: Statek z dynamitem jako Ana
- 1965: Byłam głupią dziewczyną jako Jacqueline
- 1975: Za mostem jako Aegidia, matka
- 1996: Domnisoara Christina jako Pani Moscu